# Белеушері
Белеушері (рум. Bălăușeri) — село у повіті Муреш в Румунії. Адміністративний центр комуни Белеушері.
Село розташоване на відстані 245 км на північний захід від Бухареста, 18 км на південний схід від Тиргу-Муреша, 92 км на південний схід від Клуж-Напоки, 109 км на північний захід від Брашова.

## Населення
За даними перепису населення 2002 року у селі проживали 1228 осіб.
Національний склад населення села:
| Національність | Кількість осіб | Відсоток |
| -------------- | -------------- | -------- |
| угорці         | 958            | 78,0%    |
| цигани         | 174            | 14,2%    |
| румуни         | 96             | 7,8%     |

Рідною мовою назвали:
| Мова      | Кількість осіб | Відсоток |
| --------- | -------------- | -------- |
| угорська  | 959            | 78,1%    |
| циганська | 174            | 14,2%    |
| румунська | 95             | 7,7%     |